# Cynolebias constanciae
Cynolebias constanciae је зракоперка из реда Cyprinodontiformes.

## Угроженост
Ова врста се сматра рањивом у погледу угрожености врсте од изумирања.

## Распрострањење
Ареал врсте је ограничен на једну државу. 
Бразил је једино познато природно станиште врсте.

## Станиште
Станиште врсте су слатководна подручја.